# Kreishaus (Calau)

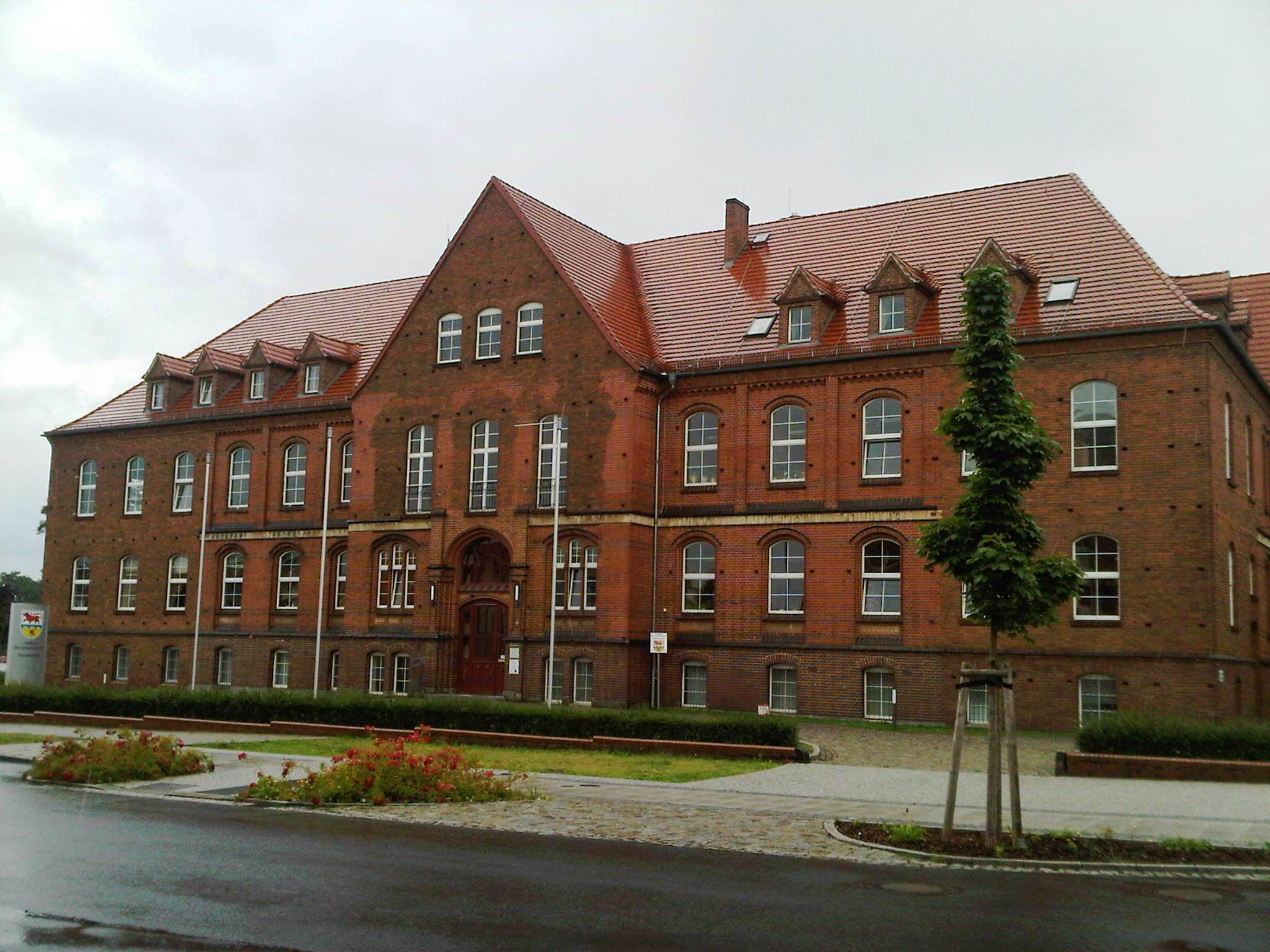
Kreishaus Calau, Hauptflügel (2014)

Das Kreishaus Calau ist ein Verwaltungsgebäude in der Stadt Calau im Landkreis Oberspreewald-Lausitz in Brandenburg. Es dient seit Dezember 1993 als Hauptaußenstelle der Kreisverwaltung des Landkreises und war von 1901 bis 1945 sowie von 1952 bis 1993 das Verwaltungsgebäude der beiden Vorgängerlandkreise. Das Bauwerk ist ein eingetragenes Baudenkmal in der Denkmalliste des Landes Brandenburg.

## Geschichte

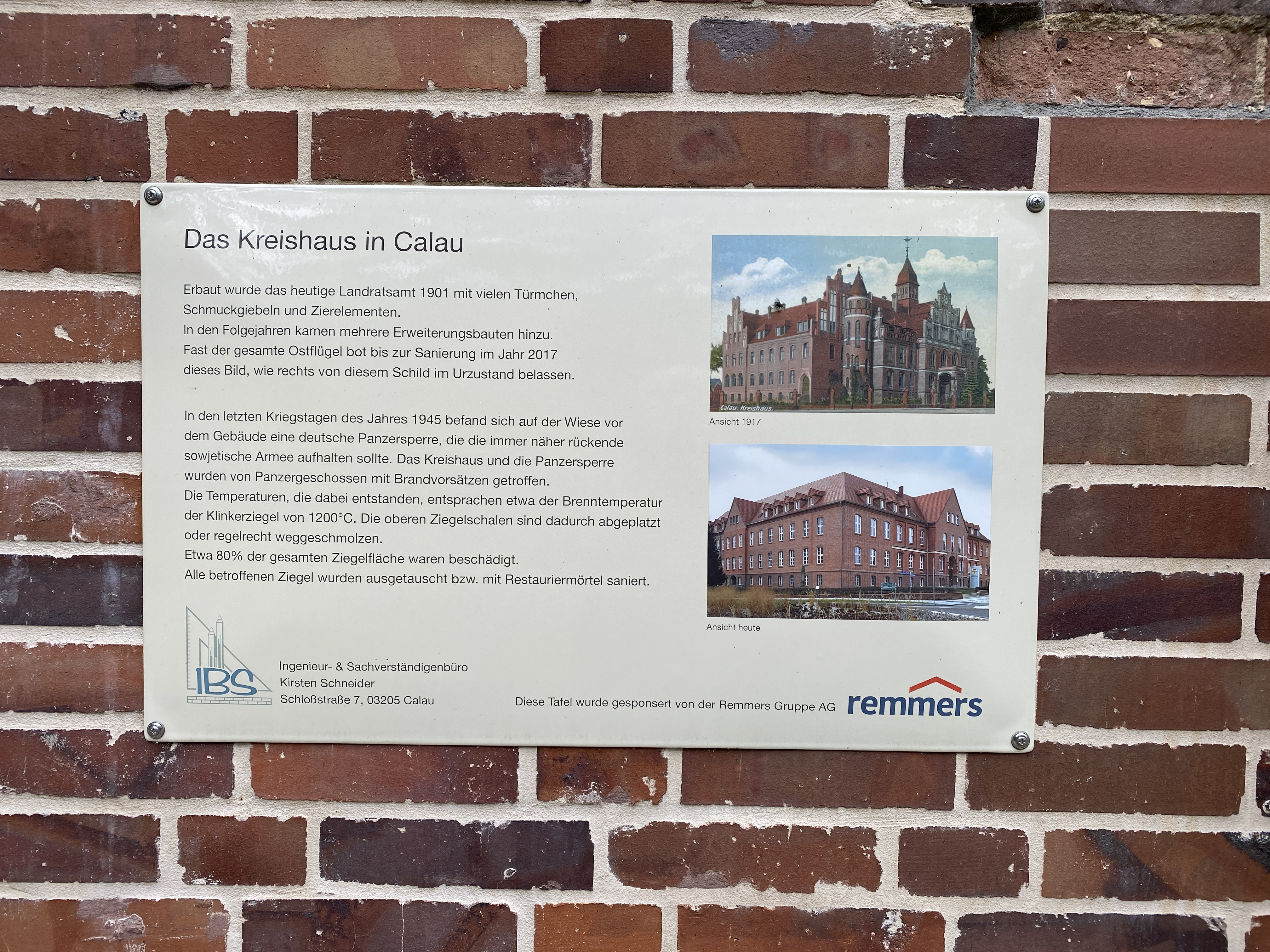
Informationstafel am Kreishaus mit einer Abbildung des Zustandes vor 1945

Das Kreishaus wurde zwischen 1901 und 1903 nach einem Entwurf des Architekten Ludwig von Tieffenbach aus Frankfurt (Oder) als Verwaltungsgebäude des damaligen preußischen Landkreises Calau gebaut. Neben dem Landratsamt waren auch die Kreissparkasse und weitere Ausschüsse in den Räumlichkeiten untergebracht. Mit der Einrichtung des Kreisbauamtes im Jahr 1920 wurde das Kreishaus um einen Ostflügel erweitert, in den Jahren 1936 und 1937 wurde das Dachgeschoss ausgebaut. Zur gleichen Zeit wurde im Keller ein Tresorraum für die Kreissparkasse gebaut. Während des Zweiten Weltkrieges diente der Keller des Kreishauses als Luftschutzbunker. Gegen Kriegsende brannte das Kreishaus im Jahr 1945 bis auf den Westflügel aus.
Aufgrund der Zerstörung des Kreishauses wurde der Sitz des Landkreises Calau nach Senftenberg verlegt. Das Gebäude wurde in vereinfachten Formen wieder aufgebaut und zwischen 1947 und 1952 von der Fachschule für Landwirtschaft des Landes Brandenburg genutzt. Ab der Gebietsreform in der DDR im Juli 1952 erfüllte das Kreishaus wieder seine ursprüngliche Funktion als Verwaltungsgebäude des Kreises Calau. Nach der Wiedervereinigung war das Gebäude das Kreishaus des brandenburgischen Landkreises Calau. Seit der Kreisreform in Brandenburg im Dezember 1993 befindet sich in dem Kreishaus die Hauptaußenstelle der Kreisverwaltung des neu entstandenen Landkreises Oberspreewald-Lausitz. An dem Außenstandort sind das Amt für Umwelt und Bauaufsicht, das Amt für öffentliche Ordnung, Teile des Amtes für Veterinärwesen, Lebensmittelüberwachung und Landwirtschaft sowie das Straßenverkehrsamt des Landkreises untergebracht.
Zwischen 2010 und 2013 wurde der Innenbereich des Kreishauses umfangreich saniert. 2011 erhielt die Südwand des Ostflügels einen barrierefreien Zugang in Form eines Glasaufzuges mit einer Außentreppe. Bis Oktober 2018 erfolgte außerdem eine Fassadensanierung.

## Architektur

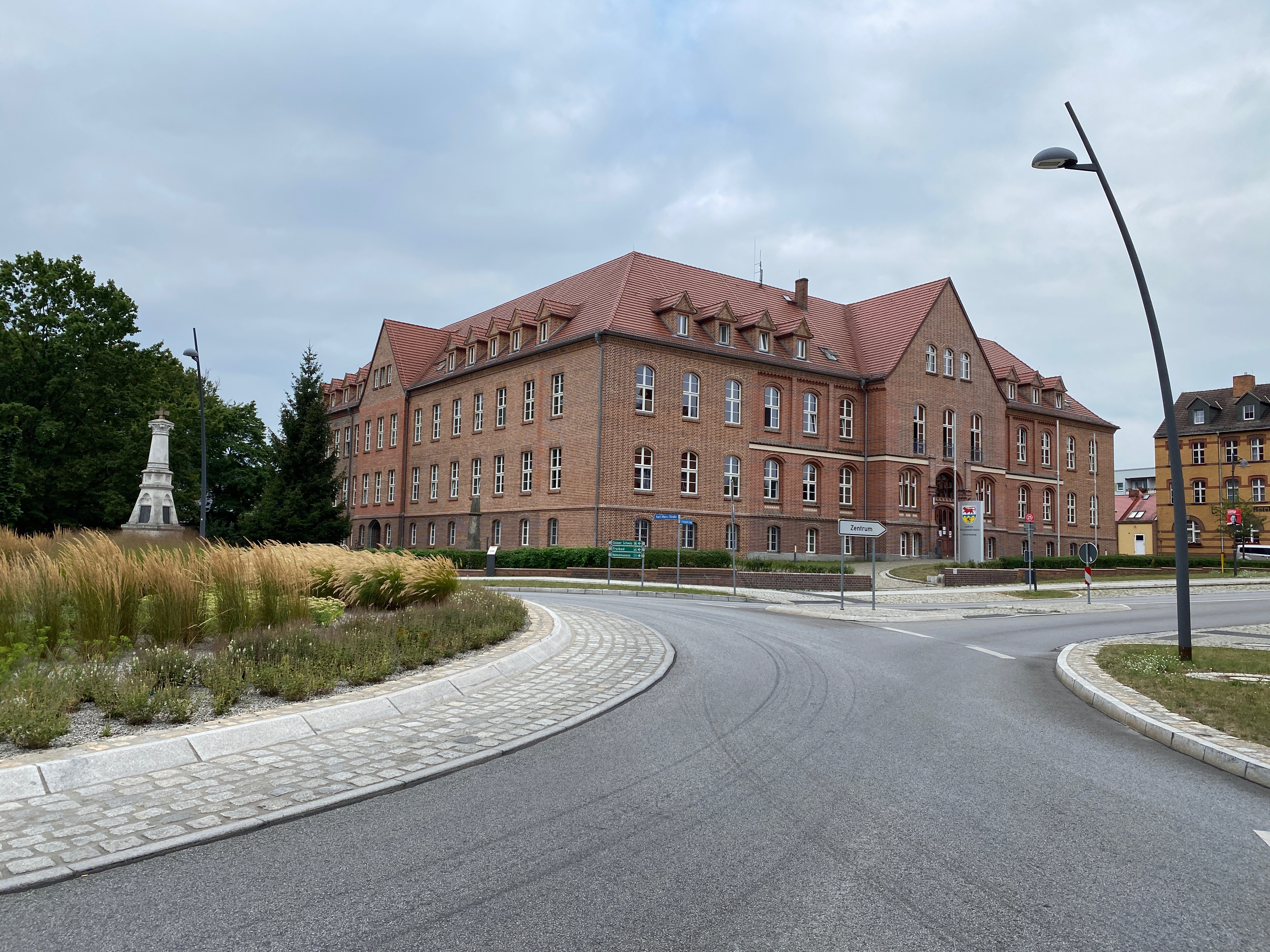
Ansicht von Nordosten (2021)

Das Kreishaus ist ein neugotischer Mauerwerksbau mit Verblendklinkern. Ursprünglich war das Gebäude ein reich verzierter Bau mit aufwändig gestalteten Staffelgiebeln, einem massiven Mittelrisalit mit spitzbogigen Maßwerkfenstern und runden Treppentürmen in den Gebäudeecken. Vor dem Hauptportal stand ein massiver Söller auf zwei Säulen, auf dem Dach des Hauptflügels war ein Dachturm mit geschweifter Haube und Wetterfahne aufgesetzt.
Nach der weitgehenden Zerstörung des Kreishauses im Zweiten Weltkrieg wurde es in vereinfachten Formen wieder aufgebaut, fast alle Gestaltungselemente gingen dabei verloren. Vom ursprünglichen Gebäude erhalten sind lediglich die jeweils drei Achsen seitlich des Mittelrisaliten mit Segmentbogenfenstern in leicht zurückgesetzten Fassadenfeldern mit Zinnenfries. Der früher zurückgesetzte Gebäudeteil mit den Treppentürmen wurde mit weiteren Achsen überbaut. Die Dreiflügelanlage ist mit einem Walmdach überzogen, die Mittelrisalite enden in Dreiecksgiebeln mit Satteldächern. Auf der Hofseite ist der Mittelrisalit dreiseitig ausgeführt.

## Kriegerdenkmal

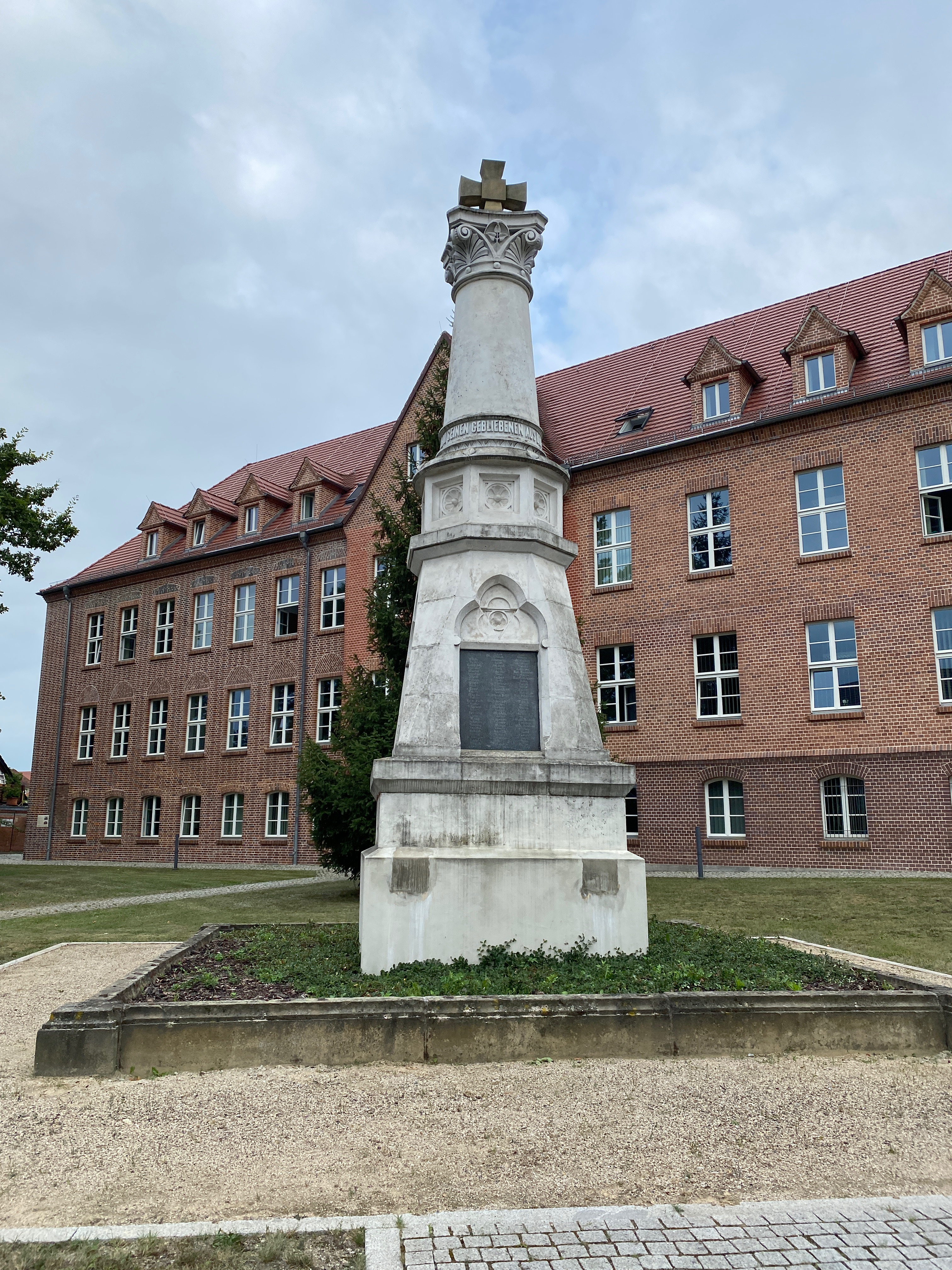
Kriegerdenkmal vor dem Kreishaus (2021)

Auf dem Platz vor dem Kreishaus steht ein Kriegerdenkmal in Form einer Stele zum Gedenken an die gefallenen Soldaten des Deutsch-Dänischen, des Deutschen und des Deutsch-Französischen Krieges in den Jahren 1864, 1866, 1870 und 1871. Das Denkmal wurde nach einem Entwurf des Architekten Johannes Vollmer durch den Bildhauer Engelhardt aus Döbeln angefertigt.
Das Kriegerdenkmal wurde am 1. September 1878 eingeweiht und stand zunächst auf dem ehemaligen Friedhof vor dem Cottbuser Tor. Da der Friedhof beim Bau des Kreishauses überbaut wurde, wurde das Denkmal im Jahr 1901 etwas weiter nach Osten in die Altnauer Straße transloziert. 2004 wurde das Denkmal saniert. Im Zuge der Errichtung des Kreisverkehrs an der Kreuzung Karl-Marx-Straße/Joachim-Gottschalk-Straße/Altnauer Straße wurde das Kriegerdenkmal im April 2017 nochmal umgestellt. Das Kriegerdenkmal ist eine Station am Calauer Witzerundweg.